# Gleichenbergerbanan
|  |  |  |

|  | Straight track |

|  | Station on track |

|  | Unknown BSicon "ABZgl" |

|  | Stop on track |

|  | Stop on track |

|  | Stop on track |

|  | Stop on track |

|  | Stop on track |

|  | Stop on track |

|  | Stop on track |

|  | Station on track |

|  | Stop on track |

|  | Stop on track |

|  | Station on track |

|  |  |  |

|  | Straight track |

|  | Station on track |

|  | Unknown BSicon "ABZgl" |

|  | Stop on track |

|  | Stop on track |

|  | Stop on track |

|  | Stop on track |

|  | Stop on track |

|  | Stop on track |

|  | Stop on track |

|  | Station on track |

|  | Stop on track |

|  | Stop on track |

|  | Station on track |

Gleichenbergerbanan är en 21 kilometer lång enkelspårig järnväg i det österrikiska förbundslandet Steiermark. Den går från Feldbach där den ansluter till den steierska östbanan till Bad Gleichenberg. Banan är i förbundslandet Steiermarks ägo
Banan byggdes på 1920-talet och öppnades 1931 för trafiken. En planerad förlängning till Bad Radkersburg förverkligades aldrig. Banan ska i framtiden ingå i storregionen Graz pendeltågsnät.
Idag trafikeras banan av lokaltåg med anslutning till Graz och godstrafik. 